# Plitvica (Apače, Slovenija)
Plitvica je naselje u slovenskoj Općini Apači. Plitvica se nalazi u pokrajini Štajerskoj i statističkoj regiji Pomurju. 

## Stanovništvo
Prema popisu stanovništva iz 2002. godine naselje je imalo 116 stanovnika.